# 다나다 료
다나다 료(일본어: 棚田 遼, 2003년 6월 19일~)는 일본의 축구 선수이다.

## 구단 경력
그는 2021년 J1리그의 산프레체 히로시마에 입단했다. 2024년 J2리그의 이와키 FC로 이적했다. 2025년 J3리그의 가이나레 돗토리로 이적했다.